# 恩海沃码头站
恩海沃码头站（丹麥語：Enghave Brygge Station）是哥本哈根地铁一座地下车站，由哥本哈根地铁4号线使用。位于哥本哈根南港地区，因该区域曾是草场而得名。属于哥本哈根地铁4号线二期工程（哥本哈根南港段）的一部分，于2024年6月22日随哥本哈根地铁4号线二期工程竣工而开放。